# Mousio Fysikis Istorias Chrysoupolis

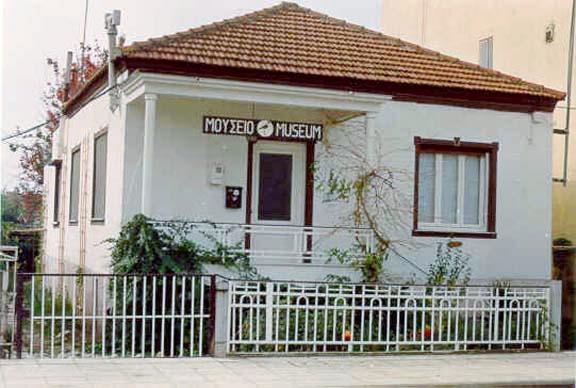
Museumsgebäude in Chrysoupoli.

Das Nestos Natur Museum (griechisch Μουσείο Φυσικής Ιστορίας Χρυσουπολης, Mousio Fysikis Istorias Xrysoupolis) war ein Naturkundemuseum in Chrysoupoli in Ostmakedonien und Thrakien, Griechenland. Das Museum wurde 1990 von der Association for the Protection of Nature and Ecodevelopment (Εταιρία Προστασίας τηζ φύσης και Οικοανάπτυξις) gegründet. In drei Ausstellungsräumen wurden die charakteristischen Merkmale des Flussdeltas dargestellt und ihre Gefährdung erläutert.

## Ausstellung
Eine detaillierte geologische Karte des Nestos delta sowie Darstellungen der Lebensgemeinschaften in den Auwäldern entlang des Flusses und Beschreibungen von Pflanzen und Tieren und deren Gefährdung sollten die Besucher für den Schutz des Ökosystems sensibilisieren.
Zum Museum gehörte auch ein Garten, in dem typische Habitate angelegt waren und der mehr als 200 Pflanzenarten beherbergte.

## Geschichte
Von 2007 bis 2013 wurde zudem mit Fördermitteln der Europäischen Union ein Besucherzentrum unterhalten. Nachdem die Förderung endete sind die Einrichtungen wieder dem Verfall preisgegeben.